# 文家市镇
文家市镇为中国湖南省浏阳市下辖镇，位于浏阳市东南部，辖域西北部与中和镇连接，东南部与江西省万载县、宜春市袁州区、上栗县接壤。全镇辖域总面积147.8平方公里，下辖11个行政村、1个社区，总人口46,007人(2000年人口普查)。行政机构驻创业大道。境内里仁学校为秋收起义文家市会师旧址。

## 历史
1949年属浏阳县第五区，1956年属文市乡，1958年改群力公社，1961年改文家市公社，1981年建文家市镇。1995年撤区并乡镇时由原文家市镇和岩前乡并合并设立。1997年下辖辖江平社区，下沙溪、文家市、严家滩、梅树、九竹、中白溪、泉塘江、五神岭、黄花冲、淡塘、上田、仓龙、成功、涧溪、老山、井泉、广顺、白溪、坑田、河田、苍前、大平、青山、楼前、石峰、和胜和南家27个行政村。

## 现行行政区划
全镇下辖11个行政村、1个社区，分别为文家市社区，五神村、白溪村、岩前村、新发村、永丰村、双田村、大成村、湘龙村、文华村、沙溪村和玉泉村。